# روبرت زیلجیان
روبرت زیلجیان (ارمنی: Ռոբերտ Զիլճյան; انگلیسی: Robert Zildjian؛ ۱۴ ژوئیه ۱۹۲۳ – ۲۸ مارس ۲۰۱۳) کارآفرین، و سازنده ساز موسیقی ارمنی‌تبار اهل ایالات متحده آمریکا بود. زیلجیان بنیانگذار، Sabian، دومین تولیدکننده بزرگ ساز سنج در جهان بود.
وی در روز ۲۸ مارس ۲۰۱۳ در سن ۸۹ سالگی منزلش در مداکتیک، نیوبرانزویک به علت ابتلا به سرطان پوست درگذشت.